# كوكسيلا (بكتيريا)
الكوكسيلا هي جنس من البكتيريا سالبة غرام تنتمي لعائلة الكوكسيلات. سميت بهذا الاسم نسبة إلى عالم البكتيريا الأمريكي هارولد هيرالد ريا كوكس (1907–1986). وهي تعد إحدى متقلبات غاما.
الكوكسيلا البورينتية هي العضو الوحيد في هذا الجنس. وهي بكتيريا داخل خلوية تبقى على قيد الحياة ضمن الجسيمات الحالة البلعمية للعائل الذي تصيبه وهي تسبب حمى كيو أو ما تسمى بحُمّى كِيْري.

## روابط خارجية
- Coxiella genomes and related information at PATRIC, a Bioinformatics Resource Center funded by NIAID